# Dennis A. Murphy Trophy
Il Dennis A. Murphy Trophy è stato un trofeo annuale assegnato al miglior difensore al termine della stagione regolare della World Hockey Association. Il trofeo fu chiamato in onore di Dennis A. Murphy, cofondatore della WHA.

## Vincitori
| Stagione | Giocatore            | Squadra             |
| -------- | -------------------- | ------------------- |
| 1972-73  | Jean-Claude Tremblay | Quebec Nordiques    |
| 1973-74  | Pat Stapleton        | Chicago Cougars     |
| 1974-75  | Jean-Claude Tremblay | Quebec Nordiques    |
| 1975-76  | Paul Shmyr           | Cleveland Crusaders |
| 1976-77  | Ron Plumb            | Cincinnati Stingers |
| 1977-78  | Lars-Erik Sjöberg    | Winnipeg Jets       |
| 1978-79  | Rick Ley             | NE Whalers          |